# Coppa Europa di sci alpino 2021
La Coppa Europa di sci alpino 2021 è stata la cinquantesima edizione della manifestazione organizzata dalla Federazione Internazionale Sci.
La stagione maschile è iniziata il 2 dicembre 2020 a Gurgl, in Austria, e si è conclusa il 19 marzo 2021 a Reiteralm, ancora in Austria; sono state disputate 30 delle 35 gare originariamente in programma (6 discese libere, 7 supergiganti, 8 slalom giganti, 8 slalom speciali, 1 combinata), in 15 diverse località. L'austriaco Maximilian Lahnsteiner si è aggiudicato la classifica generale; il francese Victor Schuller ha vinto quella di discesa libera, lo svizzero Stefan Rogentin quella di supergigante, l'austriaco Dominik Raschner quella di slalom gigante, il britannico Billy Major quella di slalom speciale e lo svizzero Joel Lütolf quella di combinata. Il norvegese Atle Lie McGrath era il detentore uscente della Coppa generale.
La stagione femminile è iniziata il 12 dicembre 2020 in Valle Aurina/Klausberg, in Italia, e è conclusa il 21 marzo 2021 a Reiteralm, in Austria; sono state disputate 26 delle 37 gare originariamente in programma (3 discese libere, 4 supergiganti, 10 slalom giganti, 9 slalom speciali), in 15 diverse località. La norvegese Marte Monsen si è aggiudicata sia la classifica generale, sia quella di slalom gigante; l'austriaca Lisa Grill ha vinto quella di discesa libera, la svizzera Jasmina Suter quella di supergigante e la slovena Andreja Slokar quella di slalom speciale. L'austriaca Nadine Fest era la detentrice uscente della Coppa generale.

## Uomini

### Risultati
| Data             | Località                | Nazione  | Spec. | Primo                  | Secondo                        | Terzo                   |
| ---------------- | ----------------------- | -------- | ----- | ---------------------- | ------------------------------ | ----------------------- |
| 2 dicembre 2020  | Gurgl                   | Austria  | GS    | Raphael Haaser         | Stefan Luitz                   | Alex Hofer              |
| 3 dicembre 2020  | Gurgl                   | Austria  | GS    | Julian Rauchfuss       | Raphael Haaser                 | Magnus Walch            |
| 7 dicembre 2020  | Zinal                   | Svizzera | SG    | Ralph Weber            | Guglielmo Bosca                | Urs Kryenbühl Nils Mani |
| 8 dicembre 2020  | Zinal                   | Svizzera | KB    | Joel Lütolf            | Florian Loriot                 | Luca Aerni              |
| 9 dicembre 2020  | Zinal                   | Svizzera | GS    | Cyprien Sarrazin       | Alex Hofer                     | Fabian Gratz            |
| 11 dicembre 2020 | Livigno                 | Italia   | PR    | annullata              | annullata                      | annullata               |
| 14 dicembre 2020 | Santa Caterina Valfurva | Italia   | DH    | Maximilian Lahnsteiner | Lars Rösti                     | Yannick Chabloz         |
| 15 dicembre 2020 | Santa Caterina Valfurva | Italia   | DH    | Clemens Nocker         | Maximilian Lahnsteiner         | Olle Sundin             |
| 17 dicembre 2020 | Val di Fassa            | Italia   | SL    | Clément Noël           | Stefano Gross                  | Luca Aerni              |
| 18 dicembre 2020 | Val di Fassa            | Italia   | SL    | Théo Letitre           | Manfred Mölgg                  | Sebastian Holzmann      |
| 21 dicembre 2020 | Altenmarkt-Zauchensee   | Austria  | SG    | Raphael Haaser         | Daniel Hemetsberger            | Roy Piccard             |
| 22 dicembre 2020 | Altenmarkt-Zauchensee   | Austria  | SG    | Roy Piccard            | Mathieu Faivre                 | Giovanni Franzoni       |
| 6 gennaio 2021   | Val-Cenis               | Francia  | SL    | Laurie Taylor          | Dionys Kippel                  | Fabian Himmelsbach      |
| 7 gennaio 2021   | Val-Cenis               | Francia  | SL    | Billy Major            | Laurie Taylor                  | Dominik Raschner        |
| 13 gennaio 2021  | Gstaad                  | Svizzera | PR    | annullata              | annullata                      | annullata               |
| 18 gennaio 2021  | Zinal                   | Svizzera | SG    | Lars Rösti             | Arnaud Boisset                 | Stefan Rieser           |
| 19 gennaio 2021  | Zinal                   | Svizzera | SG    | Josua Mettler          | Maximilian Lahnsteiner         | Ralph Weber             |
| 26 gennaio 2021  | Orcières                | Francia  | DH    | Erik Arvidsson         | Gilles Roulin                  | Sam Morse               |
| 27 gennaio 2021  | Orcières                | Francia  | DH    | Victor Schuller        | Raphael Haaser                 | Sam Alphand             |
| 28 gennaio 2021  | Orcières                | Francia  | SG    | Maximilian Lahnsteiner | Stefan Rogentin                | Raphael Haaser          |
| 29 gennaio 2021  | Orcières                | Francia  | KB    | annullata              | annullata                      | annullata               |
| 2 febbraio 2021  | Folgaria                | Italia   | GS    | Semyel Bissig          | Timon Haugan                   | Cyprien Sarrazin        |
| 3 febbraio 2021  | Folgaria                | Italia   | GS    | Timon Haugan           | River Radamus Dominik Raschner |                         |
| 6 febbraio 2021  | Berchtesgaden           | Germania | GS    | Dominik Raschner       | Stefan Brennsteiner            | Fabian Gratz            |
| 7 febbraio 2021  | Berchtesgaden           | Germania | GS    | Stefan Brennsteiner    | Dominik Raschner               | Bastian Meisen          |
| 18 febbraio 2021 | Meiringen/Hasliberg     | Svizzera | SL    | Billy Major            | Anton Tremmel                  | Tommaso Sala            |
| 19 febbraio 2021 | Meiringen/Hasliberg     | Svizzera | SL    | Benjamin Ritchie       | Alexander Steen Olsen          | Jett Seymour            |
| 24 febbraio 2021 | Sella Nevea             | Italia   | DH    | Victor Schuller        | Ralph Weber                    | Olle Sundin             |
| 25 febbraio 2021 | Sella Nevea             | Italia   | DH    | Erik Arvidsson         | Ralph Weber                    | Victor Schuller         |
| 27 febbraio 2021 | Oberjoch                | Germania | SL    | annullata              | annullata                      | annullata               |
| 28 febbraio 2021 | Oberjoch                | Germania | SL    | Jonathan Nordbotten    | Jett Seymour                   | Marc Rochat             |
| 12 marzo 2021    | Saalbach-Hinterglemm    | Austria  | DH    | annullata              | annullata                      | annullata               |
| 13 marzo 2021    | Saalbach-Hinterglemm    | Austria  | SG    | Stefan Rogentin        | Daniel Hemetsberger            | Roy Piccard             |
| 18 marzo 2021    | Reiteralm               | Austria  | GS    | Hannes Zingerle        | Julian Rauchfuss               | Daniel Meier            |
| 19 marzo 2021    | Reiteralm               | Austria  | SL    | Alexander Steen Olsen  | Sebastian Holzmann             | Dominik Raschner        |

Legenda:

DH = discesa libera

SG = supergigante

GS = slalom gigante

SL = slalom speciale

KB = combinata

PR = slalom parallelo

### Classifiche

#### Generale
| Pos. | Nome                   | Nazione  | Punti |
| ---- | ---------------------- | -------- | ----- |
| 1    | Maximilian Lahnsteiner | Austria  | 692   |
| 2    | Raphael Haaser         | Austria  | 668   |
| 3    | Dominik Raschner       | Austria  | 570   |
| 4    | Ralph Weber            | Svizzera | 494   |
| 5    | Stefan Rogentin        | Svizzera | 429   |
| 6    | Victor Schuller        | Francia  | 415   |
| 7    | Julian Rauchfuss       | Germania | 398   |
| 8    | Alexander Steen Olsen  | Norvegia | 367   |
| 9    | Lars Rösti             | Svizzera | 360   |
| 10   | Giovanni Franzoni      | Italia   | 353   |

#### Discesa libera
| Pos. | Nome                   | Nazione     | Punti |
| ---- | ---------------------- | ----------- | ----- |
| 1    | Victor Schuller        | Francia     | 334   |
| 2    | Maximilian Lahnsteiner | Austria     | 319   |
| 3    | Erik Arvidsson         | Stati Uniti | 285   |
| 4    | Olle Sundin            | Svezia      | 231   |
| 5    | Sam Alphand            | Francia     | 201   |

#### Supergigante
| Pos. | Nome                   | Nazione  | Punti |
| ---- | ---------------------- | -------- | ----- |
| 1    | Stefan Rogentin        | Svizzera | 328   |
| 2    | Ralph Weber            | Svizzera | 325   |
| 3    | Roy Piccard            | Francia  | 305   |
| 4    | Maximilian Lahnsteiner | Austria  | 297   |
| 5    | Raphael Haaser         | Austria  | 253   |

#### Slalom gigante
| Pos. | Nome             | Nazione  | Punti |
| ---- | ---------------- | -------- | ----- |
| 1    | Dominik Raschner | Austria  | 353   |
| 2    | Semyel Bissig    | Svizzera | 301   |
| 3    | Timon Haugan     | Norvegia | 300   |
| 4    | Julian Rauchfuss | Germania | 298   |
| 5    | Hannes Zingerle  | Italia   | 262   |

#### Slalom speciale
| Pos. | Nome                  | Nazione     | Punti |
| ---- | --------------------- | ----------- | ----- |
| 1    | Billy Major           | Regno Unito | 258   |
| 2    | Anton Tremmel         | Germania    | 248   |
| 3    | Marc Rochat           | Svizzera    | 237   |
| 4    | Alexander Steen Olsen | Norvegia    | 225   |
| 5    | Jett Seymour          | Stati Uniti | 220   |

#### Combinata
| Pos. | Nome               | Nazione  | Punti |
| ---- | ------------------ | -------- | ----- |
| 1    | Joel Lütolf        | Svizzera | 100   |
| 2    | Florian Loriot     | Francia  | 80    |
| 3    | Luca Aerni         | Svizzera | 60    |
| 4    | Christian Borgnaes | Austria  | 50    |
| 5    | Justin Murisier    | Svizzera | 45    |

## Donne

### Risultati
| Data             | Località                | Nazione  | Spec. | Prima                   | Seconda                 | Terza                              |
| ---------------- | ----------------------- | -------- | ----- | ----------------------- | ----------------------- | ---------------------------------- |
| 12 dicembre 2020 | Livigno                 | Italia   | PR    | annullata               | annullata               | annullata                          |
| 12 dicembre 2020 | Valle Aurina/Klausberg  | Italia   | SL    | Lara Della Mea          | Jessica Hilzinger       | Marta Rossetti                     |
| 13 dicembre 2020 | Valle Aurina/Klausberg  | Italia   | SL    | Martina Dubovská        | Lara Della Mea          | Marie-Therese Sporer               |
| 16 dicembre 2020 | Hippach                 | Austria  | GS    | Maryna Gąsienica-Daniel | Elisa Mörzinger         | Paula Moltzan                      |
| 17 dicembre 2020 | Hippach                 | Austria  | GS    | Maryna Gąsienica-Daniel | Maria Therese Tviberg   | Hilma Lövblom                      |
| 20 dicembre 2020 | Andalo                  | Italia   | GS    | Mina Fürst Holtmann     | Camille Rast            | Coralie Frasse Sombet              |
| 4 gennaio 2021   | Zinal                   | Svizzera | SG    | Stephanie Jenal         | Jasmina Suter           | Lisa Grill                         |
| 5 gennaio 2021   | Zinal                   | Svizzera | SG    | Lisa Grill              | Christina Ager          | Rahel Kopp                         |
| 6 gennaio 2021   | Tignes                  | Francia  | DH    | annullata               | annullata               | annullata                          |
| 7 gennaio 2021   | Tignes                  | Francia  | DH    | annullata               | annullata               | annullata                          |
| 9 gennaio 2021   | Vaujany                 | Francia  | SL    | Elsa Håkansson-Fermbäck | Andreja Slokar          | Camille Rast                       |
| 10 gennaio 2021  | Vaujany                 | Francia  | SL    | Andreja Slokar          | Martina Ostler          | Serena Viviani                     |
| 12 gennaio 2021  | Gstaad                  | Svizzera | PR    | annullata               | annullata               | annullata                          |
| 16 gennaio 2021  | Crans-Montana           | Svizzera | DH    | Jasmine Flury           | Lisa Grill              | Noémie Kolly                       |
| 17 gennaio 2021  | Crans-Montana           | Svizzera | DH    | annullata               | annullata               | annullata                          |
| 21 gennaio 2021  | Gstaad                  | Svizzera | SL    | Marie-Therese Sporer    | Emelie Wikström         | Sara Rask                          |
| 22 gennaio 2021  | Gstaad                  | Svizzera | SL    | Andreja Slokar          | Lara Della Mea          | Emelie Wikström                    |
| 25 gennaio 2021  | Zell am See             | Austria  | SL    | Lena Dürr               | Andreja Slokar          | Emma Aicher                        |
| 26 gennaio 2021  | Zell am See             | Austria  | SL    | Zrinka Ljutić           | Lena Dürr               | Liv Ceder                          |
| 2 febbraio 2021  | Krvavec                 | Slovenia | GS    | Zrinka Ljutić           | Marte Monsen            | Kaja Norbye                        |
| 11 febbraio 2021 | Santa Caterina Valfurva | Italia   | DH    | Lisa Grill              | Nadine Fest             | Christina Ager                     |
| 11 febbraio 2021 | Santa Caterina Valfurva | Italia   | DH    | Lisa Grill              | Nadine Fest             | Sabrina Maier                      |
| 11 febbraio 2021 | Sarentino               | Italia   | KB    | annullata               | annullata               | annullata                          |
| 13 febbraio 2021 | Berchtesgaden           | Germania | GS    | Elisa Mörzinger         | Simone Wild             | Jessica Hilzinger                  |
| 14 febbraio 2021 | Berchtesgaden           | Germania | GS    | Hilma Lövblom           | Jessica Hilzinger       | Magdalena Kappaurer Roberta Midali |
| 15 febbraio 2021 | Götschen                | Germania | GS    | Roberta Midali          | Roberta Melesi          | Marte Monsen                       |
| 23 febbraio 2021 | Kopaonik                | Serbia   | GS    | annullata               | annullata               | annullata                          |
| 25 febbraio 2021 | Kopaonik                | Serbia   | SL    | annullata               | annullata               | annullata                          |
| 26 febbraio 2021 | Kopaonik                | Serbia   | SL    | annullata               | annullata               | annullata                          |
| 27 febbraio 2021 | Livigno                 | Italia   | GS    | Jessica Hilzinger       | Marte Monsen            | Karoline Pichler                   |
| 28 febbraio 2021 | Livigno                 | Italia   | GS    | Marte Monsen            | Hanna Aronsson Elfman   | Magdalena Łuczak                   |
| 2 marzo 2021     | Val di Fassa            | Italia   | SG    | Jasmina Suter           | Julija Pleškova         | Stephanie Jenal                    |
| 3 marzo 2021     | Val di Fassa            | Italia   | SG    | Julija Pleškova         | Karoline Pichler        | Sabrina Maier                      |
| 17 marzo 2021    | Saalbach-Hinterglemm    | Austria  | DH    | annullata               | annullata               | annullata                          |
| 18 marzo 2021    | Saalbach-Hinterglemm    | Austria  | SG    | annullata               | annullata               | annullata                          |
| 20 marzo 2021    | Reiteralm               | Austria  | GS    | Marte Monsen            | Simone Wild             | Roberta Melesi                     |
| 21 marzo 2021    | Reiteralm               | Austria  | SL    | Charlie Guest           | Elsa Håkansson-Fermbäck | Marie-Therese Sporer               |

Legenda:

DH = discesa libera

SG = supergigante

GS = slalom gigante

SL = slalom speciale

KB = combinata

PR = slalom parallelo

### Classifiche

#### Generale
| Pos. | Nome                  | Nazione  | Punti |
| ---- | --------------------- | -------- | ----- |
| 1    | Marte Monsen          | Norvegia | 591   |
| 2    | Andreja Slokar        | Slovenia | 553   |
| 3    | Jessica Hilzinger     | Germania | 502   |
| 4    | Lisa Grill            | Austria  | 489   |
| 5    | Zrinka Ljutić         | Croazia  | 474   |
| 6    | Sara Rask             | Svezia   | 457   |
| 7    | Hanna Aronsson Elfman | Svezia   | 441   |
| 8    | Roberta Midali        | Italia   | 427   |
| 9    | Simone Wild           | Svizzera | 382   |
| 10   | Karoline Pichler      | Italia   | 369   |

#### Discesa libera
| Pos. | Nome              | Nazione  | Punti |
| ---- | ----------------- | -------- | ----- |
| 1    | Lisa Grill        | Austria  | 280   |
| 2    | Nadine Fest       | Austria  | 160   |
| 3    | Vanessa Nußbaumer | Austria  | 114   |
| 4    | Christina Ager    | Austria  | 105   |
| 5    | Jasmine Flury     | Svizzera | 100   |

#### Supergigante
| Pos. | Nome            | Nazione  | Punti |
| ---- | --------------- | -------- | ----- |
| 1    | Jasmina Suter   | Svizzera | 252   |
| 2    | Stephanie Jenal | Svizzera | 250   |
| 3    | Julija Pleškova | Russia   | 180   |
| 4    | Lisa Grill      | Austria  | 160   |
| 5    | Rahel Kopp      | Svizzera | 149   |

#### Slalom gigante
| Pos. | Nome                  | Nazione  | Punti |
| ---- | --------------------- | -------- | ----- |
| 1    | Marte Monsen          | Norvegia | 553   |
| 2    | Simone Wild           | Svizzera | 382   |
| 3    | Hilma Lövblom         | Svezia   | 350   |
| 4    | Jessica Hilzinger     | Germania | 338   |
| 5    | Hanna Aronsson Elfman | Svezia   | 315   |

#### Slalom speciale
| Pos. | Nome                 | Nazione  | Punti |
| ---- | -------------------- | -------- | ----- |
| 1    | Andreja Slokar       | Slovenia | 465   |
| 2    | Lara Della Mea       | Italia   | 341   |
| 3    | Sara Rask            | Svezia   | 297   |
| 4    | Zrinka Ljutić        | Croazia  | 273   |
| 5    | Marie-Therese Sporer | Austria  | 272   |